# مستر كاراتيه (فلم)
مستر كاراتيه فيلم مصري درامي عرض عام 1993 بطولة أحمد زكي، ممدوح وافي، نهلة سلامة، إنتاج شركة السبكي للإنتاج السنيمائي، من تأليف رؤوف توفيق وإخراج محمد خان. وهو من أفلام عيد الفطر 1413 هـ.

## قصة الفيلم
صلاح شاب ريفي تضطره الظروف للذهاب إلى القاهرة لكي يعمل في أحد الجراجات يلتقي بأنماط بشرية مختلفة، تثير انتباهه لعبة الكاراتيه المنتشرة في أشرطة الفيديو، يقرر أن يتعلم هذه اللعبة، يتعرض لحادث نتيجة تهور صبي مراهق يؤدي إلى كسر في قدمه، يقرر ترك عمله في الجراج ويعمل سائسًا فيحقق دخلا لا بأس به ومن خلال هذا الموقع يصطدم برجال إحدى العصابات والنفوذ، يحاول صلاح الإبلاغ عن هذا الشخص الذي يدعى أبو الوفا، يتمكن بمفرده مصارعة مجموعة من رجاله، يقرر صلاح أن يأخذ الفتاة التي أحبها ويعود بها إلى قريته ليزرع الأرض ويحصدها.

## طاقم التمثيل
- أحمد زكي
- نهلة سلامة
- إبراهيم نصر
- ممدوح وافي
- زوزو نبيل
- عثمان عبد المنعم
- عدوي غيث
- نادر نور الدين
- عمرو محمد علي
- علاء عوض
- علاء مرسي
- فؤاد فرغلي
- وجيه عجمي
- حسن العدل

## فريق العمل
- تأليف: رؤوف توفيق
- إخراج: محمد خان
- مدير التصوير: كمال عبد العزيز
- مونتاج: نادية شكري
- إنتاج: السبكي فيلم للإنتاج والتوزيع (أحمد السبكي)، (محمد السبكي)
- توزيع داخلي: السبكي فيلم للإنتاج والتوزيع (أحمد السبكي)، (محمد السبكي)
- توزيع خارجي: أفلام النصر (محمد حسن رمزي)
- موسيقى تصويرية: ياسر عبد الرحمن
- كلمات الأغاني: سيد حجاب
- ألحان الأغاني: كمال الطويل

## روابط خارجية
- مستر كاراتيه على موقع IMDb (الإنجليزية)
- مستر كاراتيه على موقع الدهليز
- مستر كاراتيه على موقع قاعدة بيانات الأفلام العربية
- مستر كاراتيه على موقع فيلمافينيتي (الإسبانية)
- مستر كاراتيه على موقع قاعدة بيانات الفيلم (الإنجليزية)
- مستر كاراتيه على موقع ليتربوكسد (الإنجليزية)
- مستر كاراتيه على موقع كينوبويسك (الروسية)